# Gornje Crniljevo
Gornje Crniljevo es un pueblo ubicado en la municipalidad de Osečina, en el distrito de Kolubara, Serbia.

## Superficie
Posee una superficie de 17,67 kilómetros cuadrados.

## Demografía
Hasta 2011 la población era de 416 habitantes, con una densidad de población de 23,54 habitantes por kilómetro cuadrado.